# Норитака Хидака
Норитака Хидака (јап. 日高 憲敬; Токио, 29. мај 1947) бивши је јапански фудбалер.

## Каријера
Током каријере је играо за Nippon Steel.

## Репрезентација
За репрезентацију Јапана дебитовао је 1972. године. За тај тим је одиграо 4 утакмице.

## Статистика
| Јапан  | Јапан   | Јапан  |
| Година | Наступи | Голови |
| ------ | ------- | ------ |
| 1972.  | 1       | 0      |
| 1973.  | 3       | 0      |
| Укупно | 4       | 0      |